# Urna funerària romana de Montcorbau
Urna funerària romana de Montcorbau és una urna funerària al municipi de Vielha e Mijaran (Vall d'Aran) inclosa a l'Inventari del Patrimoni Arquitectònic de Catalunya.

## Descripció
Urna cinerària que té gravada en la part frontal una representació d'un bus humà, en un relleu molt baix. Es tracta d'una representació molt primària i esquemàtica, totalment frontal, sense cap intent de perspectiva i tècnicament molt tosca.
El bust humà està situat en la part inferior de l'urna, mentre que la part superior es ocupada per un estel de vuit puntes.
El bust s'ha interpretat com la representació del difunt. L'estel que l'acompanya és un element típic de la iconografia cèltica.

## Història
Aquesta urna cinerària s'inclou dintre del grup de monuments funeraris dels pobles del Pirineu Central i Occidental d'època romana. A finals del segle II d.C. s'experimentaria un clar renaixement de la sensibilitat indígena d'aquests pobles, de la qual serien manifestacions aquests monuments funeraris dels que n'existeix un grup important a la Vall d'Aran.
Puig i Cadafalch fou el primer en estudiar aquest grup aranès, el qual denominà aquest art romà art rústec.